# IC 4152
IC 4152 је галаксија у сазвјежђу Ловачки пси која се налази на листи објеката дубоког неба у Индекс каталогу.
Деклинација објекта је + 38° 11' 57" а ректасцензија 13h 3m 58,5s. Привидна величина (магнитуда) објекта IC 4152 износи 15,2 а фотографска магнитуда 16,2.